# Font dels Canons
La font dels Canons és una font situada a la població de Torre-ramona, al municipi de Subirats (Alt Penedès), adosada a l'edifici de la Confraria del Cava de Sant Sadurní. L'aigua prové d'una antiga mina ubicada al bosc pertanyent a la finca de Can formosa, que va ser canalitzada fins a l'emplaçament actual, quan es va construir la seu de la Confraria, el 1981. L'aigua, molt rica en calç, és de bona qualitat.
Els veïns de Torre-ramona sempre havien anat a buscar aigua a l'antiga font, prop de la qual hi havia un pou que abastava la comunitat. Aquell pou s'enderroca quan es construí la nova font i se'n construí un de nou al costat d'aquesta.